# Joseph Delaney
Pour les articles homonymes, voir Delaney.
Œuvres principales
- Série L'Épouvanteur
- Série Aberrations
- Série Arena 13

Joseph Delaney, né le 25 juillet 1945 à Preston (Lancashire) en Angleterre et mort le 16 août 2022 d'un cancer à Manchester, était un auteur britannique de science-fiction et d'heroic fantasy.

## Biographie
Né le 25 juillet 1945 à Preston en Angleterre, Joseph Delaney, l'ainé de quatre enfants, a étudié au Preston Catholic College, au Lancaster University puis, au St Martin's College. Il a tout d'abord exercé la profession de professeur d'anglais spécialisé en littérature fantastique. Sa carrière d'écrivain a commencé avec le livre Mercer's Whore sous le pseudonyme de J. K. Haderack. Spécialisé dans les romans de jeunesse, il a ensuite utilisé son véritable nom pour écrire le cycle L'Épouvanteur (The Wardstone Chronicles, littéralement « Les Chroniques de la pierre des Ward »).
Jusqu'en 2022, il vit en Angleterre avec sa famille dans le Lancashire, où il puise son inspiration pour son œuvre. Il a trois enfants et sept petits-fils avec sa première femme; Marie Smith. En 2007, elle décède d'un cancer. Le veuf se marie sept ans plus tard à Athi Ranee Kuncher Vannithamby.

### Carrière
L'Épouvanteur est la série la plus populaire de Joseph Delaney. Elle compte 16 tomes, deux séries dérivées et deux livres hors-série. Elle se déroule dans le « Comté », une région inconnue d'Angleterre. Dans cette région, les « Épouvanteurs » traquent et tuent les créatures de « l'Obscur » (Gobelin, Sorcière, Démon, etc.). Le protagoniste est le septième fils d'un septième fils, c'est-à-dire que, comme son père, il est le septième garçon de sa fratrie, cela lui confère bon nombre de capacités, lui permettant d'affronter l'obscure.

### Mort
Joseph Delaney meurt le 16 août 2022 des suites d'un cancer à Manchester. Il travaillait à l'écriture du quatrième tome de sa série Frère Wulf.

## Œuvres

### UniversL'Épouvanteur

#### SérieL'Épouvanteur
1. L'Apprenti épouvanteur, Bayard jeunesse, 2005 ((en) The Spook's Apprentice, 2004), trad. Marie-Hélène Delval, 450 p.  (ISBN 978-2-298-00509-7)
2. La Malédiction de l'épouvanteur, Bayard jeunesse, 2006 ((en) The Spook's Curse, 2005), trad. Marie-Hélène Delval, 450 p.  (ISBN 978-2-298-00510-3)
3. Le Secret de l'épouvanteur, Bayard jeunesse, 2007 ((en) The Spook's Secret, 2006), trad. Marie-Hélène Delval, 450 p.  (ISBN 978-2-298-00965-1)
4. Le Combat de l'épouvanteur, Bayard jeunesse, 2008 ((en) The Spook's Battle, 2007), trad. Marie-Hélène Delval, 450 p.  (ISBN 978-2-7470-2573-7)
5. L'Erreur de l'épouvanteur, Bayard jeunesse, 2009 ((en) The Spook's Mistake, 2008), trad. Marie-Hélène Delval, 450 p.  (ISBN 978-2-7470-2797-7)
6. Le Sacrifice de l'épouvanteur, Bayard jeunesse, 2011 ((en) The Spook's Sacrifice, 2009), trad. Marie-Hélène Delval, 450 p.  (ISBN 978-2-7470-2798-4)
7. Le Cauchemar de l'épouvanteur, Bayard jeunesse, 2011 ((en) The Spook's Nightmare, 2010), trad. Marie-Hélène Delval, 350 p.  (ISBN 978-2-7470-3457-9)
8. Le Destin de l'épouvanteur, Bayard jeunesse, 2012 ((en) The Spook's Destiny, 2011), trad. Marie-Hélène Delval, 317 p.  (ISBN 978-2-7470-3701-3)
9. Grimalkin et l'Épouvanteur, Bayard jeunesse, 2013 ((en) Spook's: I Am Grimalkin, 2011), trad. Marie-Hélène Delval, 400 p.  (ISBN 978-2-7470-4501-8)
10. Le Sang de l'épouvanteur, Bayard jeunesse, 2014 ((en) The Spook's Blood, 2012), trad. Marie-Hélène Delval, 330 p.  (ISBN 978-2-7470-3857-7)
11. Le Pacte de Sliter, Bayard jeunesse, 2015 ((en) Spook's: Slither's Tale, 2012), trad. Marie-Hélène Delval, 308 p.  (ISBN 978-2-7470-3858-4)
12. Alice et l'Épouvanteur, Bayard jeunesse, 2016 ((en) Spook's: Alice, 2013), trad. Marie-Hélène Delval, 329 p.  (ISBN 978-2-7470-5358-7)
13. La Revanche de l'épouvanteur, Bayard jeunesse, 2017 ((en) The Spook's Revenge, 2013), trad. Marie-Hélène Delval, 352 p.  (ISBN 978-2-7470-5735-6)

#### SérieThe Starblade Chronicles
Dans la traduction française, les volumes de cette série sont vues comme les quatorzième et suivant de la série L'Épouvanteur.
1. Thomas Ward l'épouvanteur, Bayard jeunesse, 2017 ((en) A New Darkness, 2014), trad. Marie-Hélène Delval, 352 p.  (ISBN 978-2-7470-5736-3)
2. La Résurrection de l'épouvanteur, Bayard jeunesse, 2018 ((en) The Dark Army, 2016), trad. Marie-Hélène Delval, 340 p.  (ISBN 978-2-7470-5737-0)
3. L'Héritage de l'épouvanteur, Bayard jeunesse, 2019 ((en) Dark Assassin, 2017), trad. Marie-Hélène Delval, 368 p.  (ISBN 978-2-7470-57387)

#### SérieFrère Wulf
1. L'Enlèvement de l'épouvanteur, Bayard jeunesse, 2021 ((en) Brother Wulf, 2020), trad. Marie-Hélène Delval, 304 p.  (ISBN 979-10-363-2487-1)
2. Le Fléau du Tulpan, Bayard jeunesse, 2022 ((en) Wulf's Bane, 2021), trad. Marie-Hélène Delval, 300 p.  (ISBN 979-10-363-2907-4)
3. Le Dernier Épouvanteur, Bayard jeunesse, 2023 ((en) The Last Spook, 2022), trad. Marie-Hélène Delval, 336 p.  (ISBN 979-10-363-4583-8)
4. L'Avènement de l'obscur, Bayard jeunesse, 2024 ((en) Wulf's War, 2023), trad. Marie-Hélène Delval, 300 p.  (ISBN 979-10-363-6333-7)

#### Recueil de nouvelles
- Les Sorcières de l'épouvanteur, Bayard jeunesse, 2011 ((en) The Spook's Stories: Witches, 2009), trad. Marie-Hélène Delval, 182 p.  (ISBN 978-2-7470-3639-9)
  - Meg Skelton, 2011 ((en) Meg Skelton, 2009)
  - Dora la cracheuse, 2011 ((en) Dirty Dora, 2009)
  - Grimalkin, 2011 ((en) Grimalkin's Tale, 2009)
  - Alice et le Mangeur de cerveaux, 2011 ((en) Alice and the Brain Guzzler, 2009)
  - La Banshee, 2011 ((en) The Banshee Witch, 2009)
- (en) The Spook's Tale and Other Horrors, 2009
  - (en) The Horrors Begin, 2009, essai
  - L'Histoire de l'épouvanteur, 2014 ((en) The Spook's Tale, 2009)Parue dans le recueil Le Septième Fils aux éditions Bayard jeunesse qui regroupe également les deux premiers tomes de la série
  - (en) Alice's Tale: Mouldheels and Maggots, 2009
  - Grimalkin, 2011 ((en) Grimalkin's Tale)Parue dans le recueil Les Sorcières de l'épouvanteur aux éditions Bayard jeunesse
  - (en) The Gallery of Villains, 2009

#### Hors-séries
- Le Bestiaire de l'épouvanteur, Bayard jeunesse, 2013 ((en) The Spook's Bestiary, 2010), trad. Marie-Hélène Delval, 236 p.  (ISBN 978-2-7470-3713-6)
- Le Septième Fils, Bayard jeunesse, 2014, trad. Marie-Hélène Delval, 697 p.  (ISBN 978-2-7470-3425-8)Recueil contenant L'Apprenti épouvanteur, La Malédiction de l'épouvanteur et L'Histoire de l'épouvanteur

### SérieArena 13
1. Arena 13, Bayard jeunesse, 2015 ((en) Arena 13, 2015), trad. Sidonie Van den Dries, 400 p.  (ISBN 978-2-7470-5858-2)
2. La Proie, Bayard jeunesse, 2017 ((en) The Prey, 2016), trad. Sidonie Van den Dries, 400 p.  (ISBN 978-2-7470-6126-1)
3. Le Guerrier, Bayard jeunesse, 2018 ((en) The Warrior, 2017), trad. Françoise Nagel, 368 p.  (ISBN 978-2-7470-6127-8)

### SérieAberrations
1. Le Réveil des monstres, Bayard jeunesse, 2019 ((en) The Beast Awakens, 2018), trad. Marie-Hélène Delval, 352 p.  (ISBN 978-2-7470-9795-6)
2. L'Avertissement de la sorcière, Bayard jeunesse, 2020 ((en) The Witch's Warning, 2019), trad. Marie-Hélène Delval, 352 p.  (ISBN 979-10-363-0367-8)

### Romans indépendants
- (en) Mercer's Whore, 1997Sous le nom de J. K. Haderack.
- Le Cachot de la sorcière, Bayard jeunesse, 2014 ((en) The Ghost Prison, 2013), trad. Agnès Piganiol, 128 p.  (ISBN 978-2-7470-4881-1)Ce roman possède des particularités qui semblent le rattacher à l'univers de L'Épouvanteur, de par l'époque et certains éléments (le bois de sorbier et ses propriétés, le Malin,..).